# 309e régiment d'infanterie
Le 309e régiment d'infanterie (309e RI) est un régiment d'infanterie de l'Armée de terre française constitué en 1914 avec les bataillons de réserve du 109e régiment d'infanterie. Il combat pendant la Première Guerre mondiale et est dissous en 1916.

## Création et différentes dénominations
- Août 1914 : 309e régiment d'infanterie
- Juin 1916 : dissolution

## Chefs de corps
- 1914 : Lieutenant-colonel Colin de Marnes.
- 1915 : Lieutenant-colonel Girolami

## Historique des garnisons, combats et batailles

### Première Guerre mondiale

#### Affectations
- 71e division d'infanterie d'août 1914 à juin 1916

### Historique

#### 1914
En août, le régiment participe au combat qui se déroule à Sainte-Marie-aux-Mines.

#### 1916
- 1er juin : dissolution du Régiment

## Drapeau
Il porte, cousues en lettres d'or dans ses plis, les inscriptions suivantes :
- Alsace 1914